# Rete tranviaria di Bijsk
La rete tranviaria di Bijsk è la rete tranviaria che serve la città russa di Bijsk.